# Gunnasjön, Halland
Gunnasjön är en sjö i Halmstads kommun i Halland och ingår i Nissans huvudavrinningsområde.